# MIT OpenCourseWare
MIT OpenCourseWare是由麻省理工學院在2002年創始的一項計畫。它的目標是在2007年年底以前，讓所有大學生和研究生課程能夠在線上自由的被任何人從任何地點取用。MIT開放式課程也可以被視為一項龐大的、網路出版的MIT教材。這個計畫由William and Flora Hewlett Foundation、安德鲁·W·梅隆基金会、麻省理工學院共同主持。之後，這個計畫更激勵了不少機構將他們的教材轉變為開放教育資源。
2007年11月，已經有超過1800個課程在線上。其中少數僅是書單和討論主題，大多數會提供課後問題、考試（通常附有解答）以及演講筆記。某些課程甚至提供互動式的示範程式、MIT教授寫的教科書、串流影音格式的演講影片。
2008年8月，1800個線上課程中，只有26個完整的演講影片。並不是所有影片都附有演講筆記，這導致了觀看演講時的困難。無論如何，那些完整的課程都具有良好的品質，而且許多演講都非常地令人信服。線上的影片雖然都是影音串流，但也有可供下載後離線觀看的方法。像是iTunes U就有提供這些影音檔的下載。

## 開課系所
- 航空學與太空學
- 人類學
- 建築學
- 競技、體育與娛樂
- 生物工程學
- 生物學
- 人腦與認知科學
- 化學工程學
- 化學
- 民生與環境工程學
- 比較媒介研究
- 地球、大氣和星球科學
- 經濟學
- 電機工程和計算機科學
- 工程系统分部
- 外語和文學
- 保健科學和科技
- 歷史
- 語言學和哲學
- 文學
- 材料科學和工程學
- 數學
- 機械工程學
- 媒介藝術和科學
- 音樂和戲劇藝術
- 核能科學和工程學
- 海洋工程學
- 物理學
- 政治學
- 科學、科技和社會
- 管理學
- 都市研究和計劃
- 女性研究
- 寫作和人文研究

## 外部連結
- MIT OpenCourseWare （页面存档备份，存于） — official site; Traditional Chinese, Simplified Chinese versions
- Learn for free online （页面存档备份，存于） — BBC News, Sept 2002
- Wired: MIT Everywhere （页面存档备份，存于）
- Opencourseware How To （页面存档备份，存于） — designed to share the experience, key decisions, and lessons learned that led to the implementation of MIT's OpenCourseWare project.
- Open Courseware Consortium （页面存档备份，存于）
- Wired news article
- Stanford Engineering Everywhere offers some courses for free as well
- 麻省理工學院「開放式課程網頁」